# Cilindro de Nabonido
El Cilindro de Nabonido es un texto extenso en el cual Nabonido (556-539 a. C.), el último rey del Imperio neobabilónico, describe las reparaciones de tres templos: el santuario del dios lunar Sin en Harrán, el de la diosa guerrera Anunitu en Sippar y el del dios solar Shamash en Sippar. 
Se han hallado dos copias del texto, inscritas en acadio cuneiforme sobre cilindros para ser utilizadas como depósitos de fundación. Una de ellas, encontrada en el palacio de Babilonia, está hoy en Berlín, mientras que la otra, proveniente de Sippar, se halla en el Museo Británico de Londres. El texto fue redactado luego de que Nabonido regresara de su estancia en el oasis árabe de Taima, pero antes de la conquista del rey persa Ciro el Grande, el que es mencionado como un instrumento de los dioses.
El cilindro de Nabonido contiene ecos de depósitos de fundación más tempranos, al mismo tiempo que presenta los mismos temas que otros posteriores, como el famoso Cilindro de Ciro: la titulatura real, plegarias y la historia de un dios que, enojado por el estado de abandono de su santuario, se reconcilia con su pueblo y ordena la restauración del templo, y de un rey que obedece e incrementa piadosamente las ofrendas.